# Cheick Doukouré
Cheick Doukouré (Abidjan, 11 settembre 1992) è un calciatore ivoriano con cittadinanza francese, centrocampista dell'Īraklīs.

## Carriera

### Club
Ha esordito in Ligue 1 con il Lorient nella stagione 2010-2011, giocando 4 partite.

### Nazionale
Vanta 18 presenze con la nazionale ivoriana.

## Palmarès

### Club

#### Competizioni nazionali
- Segunda División: 1

Huesca: 2019-2020

### Nazionale
- Coppa d'Africa: 1

Guinea Equatoriale 2015